# D&D〜医者と刑事の捜査線〜
『D&D 〜医者と刑事の捜査線〜』（ディー アンド ディー いしゃとけいじのそうさせん）は、2024年10月18日から11月29日までテレビ東京系の新設ドラマ枠「ドラマ9」にて放送されたテレビドラマ。主演は藤木直人。

## キャスト

### 主要人物
紙子良
演 - 藤木直人
外科医師。経営危機にある城斉市民病院の院長代理。
弓削文平
演 - 寺島進
刑事。同じ街の城斉警察署のクセ者刑事。

### 城斉市民病院
石川咲良
演 - 早見あかり
看護師。紙子の同僚。
込山塁
演 - 阿久津仁愛（幼少期：松井稜樹）
看護師。
中澤恵子
演 - 伊藤修子
看護師長。
本田厚夫
演 - 横山涼
整形外科医。
山崎幸雄
演 - おかやまはじめ
病院事務長。

### 城斉警察署
牧野真二
演 - 前田拳太郎
交番勤務の警察官。巡査。
竹内要
演 - 松本享恭
巡査。
井上春樹
演 - 筒井道隆
警視庁捜査一課管理官。弓削の上司。

### その他
譜久村聖子
演 - 大塚寧々
法医学者。紙子の先輩。
吉永さやか
演 - 工藤遥（第2話 - ）
文平の娘。
トシオ
演 - 北代高士（第2話 - ）
紙子が通うバーのマスター。

### ゲスト

#### 第1話
西見知之
演 - 平岡祐太
城斉市民病院小児科医。
山木健一〈28〉
演 - 吉村界人（幼少期：守永伊吹）
ショッピングモールで銃を乱射して自殺を図る。
柴田邦行〈42〉
演 - 和田聰宏
修吾の父。息子・修吾が原因不明の謎の病気に罹っており、そのことを動画配信をして世間に訴えかけている。
柴田修吾〈10〉
演 - 松山聖矢
邦行の息子。山木健一に撃たれそうになった父を庇って撃たれ、死亡する。
村岡信子〈46〉
演 - 大須みづほ
柴田邦行の友人の元看護師。銃乱射事件に巻き込まれ死亡する。
店主
演 - 児嶋一哉（アンジャッシュ）
キッチンカーで柴田親子にアイスクリームを売る男性。
管理人
演 - 佐藤裕
弓削たちに山木健一宅を案内する男性。
山木の父親
演 - 椎原克知
山木健一の父親。山木家所有の山林で遺体で見つかる。

#### 第2話
中西栄治〈47〉
演 - 吉田ウーロン太
無職だが代々の地主で豪邸に1人暮らし。自宅で後頭部を殴られて死亡しているのを友人に発見される。行き場のない若者に自宅でご飯を食べさせたりしていた。
伊藤真由〈17〉
演 - 伊礼姫奈
中西栄治宅から逃げていくところを目撃される少女。駅前で意識を失い、城斉市民病院に搬送され、藤堂エミナという名で入院した。
根本洋子
演 - 佐藤江梨子
伊藤真由が通っている城斉市立しらはし図書館の司書。
伊藤正孝
演 - 正名僕蔵
真由の父親。去年、母親（真由の祖母）が亡くなってから真由と2人暮らししている。
高石道明〈17〉
演 - 宇佐卓真
伊藤真由と交際していた高校生。成績優秀で東大合格間違いなしと言われる秀才。真由の妊娠を知ってから、彼女とは疎遠になっている。
主婦
演 - 森下ひさえ
中西栄治宅の近所に住む主婦。
図書館司書
演 - 南山あずさ
城斉市立しらはし図書館司書。

#### 第3話
白瀬瑠衣〈28〉
演 - 堀未央奈
城斉市民病院の看護師。夜道でピエロの扮装をした人物に突然刃物で切りつけられる。
悠木美奈〈25〉
演 - 工藤美桜（少女期：里優愛）
化粧品メーカー社員。白瀬瑠衣が担当していた患者。白瀬が襲われた直前に、同じピエロの扮装をした人物に襲われている。最近、人に後をつけられていた、と証言する。白瀬と自宅が近く、襲われた際、彼女と同じ鞄を持っていた。
岡野幹夫
演 - マギー
成崎（なりさき）ホールディングス常務。紙子に新病院の計画をもちかける。
竹村将也
演 - 醍醐虎汰朗
城斉市役所職員。白瀬瑠衣の恋人。
滝川春人
演 - 堀家一希（少年期：武市尚士）
防犯カメラに写っていた男性。システムエンジニア。
部下
演 - 中條孝紀、タイソン大屋
岡野幹夫の部下。
先生
演 - 飯沼千恵子
滝川春人が育った児童養護施設「あかり園」の先生。
里見の恋人
演 - 池田光輝
里見祐子にプロポーズしていた同僚医師。
ピエロ
演 - じ～にょ
城斉市民病院で子どもに風船を配るピエロ。
子ども
演 - 橋本則行、デメル楓菜
城斉市民病院の患者。
里見祐子
演 - 堀未央奈（二役）
かつて悠木美奈と関わりのあった医師。病院の屋上から転落して亡くなっている。

#### 第4話
長沢美乃里
演 - 堀田茜
シニア向け分譲マンションの販売・運営をしているプリエール不動産の派遣社員。
遠谷英輔
演 - 谷田歩
プリエール不動産代表取締役。事件当日は国枝とゴルフに行く予定で、青ヶ島と共に国枝宅を訪れたところ遺体を発見し、通報だけして帰ったと供述する。
青ヶ島卓
演 - 黄川田雅哉
プリエール不動産が運営するシニア向けマンション併設のクリニック院長。
国枝充彦
演 - 山田太一
国枝法律事務所弁護士。自宅浴室で亡くなっているのを発見される。紙子に顧問契約の売り込みに来ていた。
菅原太一〈享年28〉
演 - 見津賢
3年前、苑翔会総合病院で研修医をしていた時、薬剤の投与ミスで医療事故を起こしている。その後、病院屋上から飛び降り自殺している。
安田琴子
演 - 筒井真理子
ロースクール学生で国枝法律事務所のインターン。
佐野
演 - 森下じんせい
飲食店「レストハウス」店主。3年前の苑翔会総合病院で起きた医療事故の被害者の弟。
土屋晋
演 - 野澤剣人
国枝法律事務所パラリーガル。
ひとみ
演 - 水野小論
「レストハウス」店主の妻。

#### 第5話
大城知花
演 - 大西礼芳
静岡在住。18歳の時に父親が由里と再婚、6年前に父親が海外で交通事故死している。
阿部奈々子〈34〉
演 - 松岡依都美
洋菓子店「ボンボンサカイ」パティシエール。弓削らが事情を聞きに来店した直後に突然店を辞める。
大城由里〈49〉
演 - 街田しおん
大城知花の継母。自宅前で心室細動で亡くなっているのを荷物の配達スタッフに発見される。息子の陸と2人暮らし。投資で裕福な生活をしていた。
大城陸〈21〉
演 - ゆうたろう
由里の息子で知花の義弟。配信用の動画を撮影するために毒キノコを食べ、城斉市民病院に救急搬送され死亡する。
坂井達郎〈45〉
演 - 佐藤タダヤス
大城由里の交際相手。洋菓子店「ボンボンサカイ」のオーナーパティシエ。開店の際、由里に出資してもらっている。
桐生宗彦
演 - 津田寛治
東郷医科大学の法医学医。大城由里の司法解剖を担当する。
スタッフ
演 - 君島光輝
「ボンボンサカイ」スタッフ。
田口彬、野沢伸二
演 - 春本ヒロ、八神慶仁郎
大城陸と共に毒キノコを食べ、城斉市民病院に搬送される。
最上
演 - 中村彰男
阿部奈々子が住んでいるマンションの管理人。彼女が以前近所でケーキ屋「Peche Blanche」を営んでいたこと、そこでバイトテロがあったことを弓削らに語る。

#### 第6話
日浦塔子〈27〉
演 - 藤野涼子（幼少期：永尾柚乃）
視覚障碍者。母・光江と共に城斉市民病院の”いきいき健康教室”に通っている。込山塁の幼馴染み。
ユウコ
演 - 大島蓉子
スナック「たそがれ」のママ。
日浦光江
演 - 李千鶴
本物の日浦光江。塔子を虐待していた。
草壁琢磨〈50〉
演 - 石川孝三
被害者。倉庫でレンガで頭部を殴られて死亡。実は詐欺師。
近隣住民
演 - 仲義代
事件現場付近で塔子を目撃した男性。
警察官
演 - 松岡里英
塔子に付き添う警官。
講師
演 - 畑奈緒子
城斉市民病院で開催されている”いきいき健康教室”の講師。
日浦光江 / 瀬田真知子
演 - 堀内敬子
塔子の母とされた女性。以前は大地主だった。
近隣住民
演 - 青海衣央里、田内周子
日浦家の近所に住む親子。
刑事
演 - 山木コハル
殺害現場の何かを引きずった跡は白杖の可能性が高い、と報告する。
チンピラ
演 - 半田浩平、林田直樹
道を尋ねた牧野真二からお金を巻き上げようとするチンピラ。

#### 最終話
赤城信也
演 - 山崎樹範
峰山市長が城斉市民病院の再建に送り込んできた医療コンサルタント会社「レトロメディカル」の医療コンサルタント。西南病院時代の紙子の元同僚。当時は患者ファーストの外科医だった。
筧安江〈42〉
演 - 新山千春
西南病院での紙子と赤城の元同僚看護師。楠が死亡した日から行方がわからなくなっている。
的場穣一
演 - 本宮泰風
峰山市長の秘書。
峰山京子
演 - 遊井亮子
就任したばかりの城斉市市長。城斉市民病院の再建計画を突然白紙に戻す。
刑事
演 - 鈴木秀人、田野倉雄太
井上管理官の部下。
楠正彦〈49〉
演 - 安藤広郎
大手製薬会社「サトハラ製薬」取締役。自宅で練炭の一酸化炭素中毒で死亡しているのを発見される。
安江の母
演 - 芝村洋子
祐樹の祖母。
社員
演 - 里内伽奈
「レトロメディカル」社員。
社員
演 - 三浦大和
楠について聴取される「サトハラ製薬」社員。
柴田香織
演 - 野口聖古
筧安江が2年前に働いていた「ハートレイク総合クリニック」看護師。
暴漢
演 - 杉山宗賢
警備員に成りすまして市長を襲う男性。
筧祐樹
演 - 高橋好史
安江の息子。難治性神経筋疾患を患っている。

## スタッフ
- 脚本 - 真野勝成、谷口純一郎、真部千晶、いとう菜のは[1]
- 音楽 - 鈴木暁也、ヨハネス ニルソン[1]
- 主題歌 - AIESH「花の行方」[45]
- 撮影 - 布川潤一、岡崎真一
- VE - 塩津亮児
- 照明 - 中江純平
- 音声 - 蟻川真矢
- 技術プロデューサー - 星宏美
- 編集 - 新井孝夫
- 美術プロデューサー - 佐藤康
- スタイリスト - 福本紫織
- メイク - 合谷純子
- 監督 - 星野和成、大内隆弘[1]
- 助監督 - 鈴木アラタ
- スタントコーディネーター - 劔持誠
- チーフプロデューサー - 濱谷晃一（テレビ東京）[1]
- プロデューサー - 北川俊樹（テレビ東京）、都筑真悠子（テレビ東京）、松本基弘（PROTX）、山下宏樹（PROTX）[1]
- 協力プロデューサー - 下山潤（ノックアウト）[1]
- アシスタントプロデューサー - 加藤理恵（テレビ東京）、庄司知美、藤川なな帆、根岸央
- 特別協力 - 博報堂DYメディアパートナーズ
- 制作 - テレビ東京、PROTX[1]
- 製作著作 - 「D&D 〜医者と刑事の捜査線〜」製作委員会[45]

## 放送日程
| 話数                                                         | 放送日   | サブタイトル                                                         | 脚本         | 監督     | 視聴率 |
| ------------------------------------------------------------ | -------- | -------------------------------------------------------------------- | ------------ | -------- | ------ |
| 第1話                                                        | 10月18日 | 医者×刑事 ミステリー 連続殺人の謎と銃撃犯の秘密                      | 真野勝成     | 星野和成 | 6.0%   |
| 第2話                                                        | 10月25日 | 衝突!! 医者VS刑事 殺人犯は17歳の少女!? 彼女が抱える秘密とは…?        | 谷口純一郎   | 星野和成 | 7.1%   |
| 第3話                                                        | 11月01日 | 切り裂きピエロ情念 カメラに現れては消える不気味な正体を暴け!         | いとう菜のは | 大内隆弘 |        |
| 第4話                                                        | 11月08日 | 青色の死体と青色の怨念 3年前の事件から始まる医療界の闇を暴く!!       | 真部千晶     | 大内隆弘 |        |
| 第5話                                                        | 11月15日 | 毒キノコで死亡!! 母子が同時に心臓発作!? 『見えない毒』に隠された殺人 | 真部千晶     | 星野和成 | 5.4%   |
| 第6話                                                        | 11月22日 | 盲目の容疑者 地主親子が隠す…暴いてはいけない秘密!?                   | いとう菜のは | 大内隆弘 |        |
| 最終話                                                       | 11月29日 | さよなら、バディ 医療界の闇がうむ悲しき事件…                         | 谷口純一郎   | 星野和成 | 5.4%   |
| （視聴率はビデオリサーチ調べ、関東地区・世帯・リアルタイム） |          |                                                                      |              |          |        |

- 初回は21時 - 22時4分の10分拡大放送。

## エピソード
- 城斉市民病院の病院内のロケ地は、国立看護大学校が使われている[51][52]。